# Ana Flisser Steinbruch
Ana Flisser Steinbruch (Ciutat de Mèxic, 1944), és una biòloga mexicana, doctora i investigadora, el treball de la qual s'ha dedicat a l'estudi i control de la cisticercosi.

## Trajectòria
Va estudiar biologia en la Facultat de Ciències de la Universitat Nacional Autònoma de Mèxic i és doctora en Ciències per l'Escola Nacional de Ciències Biològiques. Actualment és Investigadora titular de temps complet al departament de microbiologia i parasitologia i coordinadora del Pla d'Estudis Combinats en Medicina (PECEM), de la Facultat de Medicina en la Universitat Nacional Autònoma de Mèxic.
És membre del Sistema Nacional d'Investigadors (SNI) amb el nivell III. Al costat del seu germà Manuel Flisser van crear el Premi Lola i Igo Flisser-PUIS el qual reconeix investigadors mexicans, el seu objectiu és promoure, reconèixer i fomentar en els estudiants de doctorat la investigació en parasitologia.
El 1990 va ser la Primera Vicepresidenta de la World Federation of Parasitologists, i Presidenta de la Societat Mexicana de Parasitologia 2005-2007.

## Publicacions
Ha escrit 193 articles, 3 llibres com a autora i coautora, 62 capítols i 8 llibres com coautora.

## Premis
- Premi Nacional de Ciències, atorgat pel CECYT de Puebla.[5]
- The van Thiel Lecture, Association Institute of Tropical Medicine, a Rotterdam-Leiden als Països Baixos.[5]
- Premi PAHO Award for Administration atorgat per l'Organització Panamericana de la Salut.[5]
- Premi Universitat Nacional a l'àrea d'Investigació en ciències naturals, 2011.[5]
- Premi Carlos Slim en Salut 2015 en la categoria Trajectòria en Investigació.[2]
- Premi a Administració, Organització Panamericana de la Salut, 1999.
- Premi "Institut Cultural Mèxic-Israel 99" Mèxic DF 1999.
- Programa de Primes a l'Exercici del Personal Acadèmic de Temps Complet (PRIDE) UNAM, Nivell D, 1998.